# Cizej
Cizej je priimek v Sloveniji, ki ga je po podatkih Statističnega urada Republike Slovenije na dan 1. januarja 2010 uporabljalo 184 oseb in je med vsemi priimki po pogostosti uporabe uvrščen na 2.357. mesto.

## Znani nosilci priimka
- Alen Cizej, jadralni padalec
- Anton Zvone Cizej, živilski tehnolog (kruh)
- Bojan Cizej, živilski tehnolog, direktor Inštituta za hmeljarstvo in pivovarstvo v Žalcu
- Dolfe Cizej (1915—2001), agronom, šolnik
- Domen Cizej, jazz bobnar (tolkalec)
- Jerneja Cizej (*1981), atletinja, skakalka v daljavo
- Magda Rak Cizej, agronomka
- Peter Cizej (1822—1882), nabožni pisec